# Sōtō

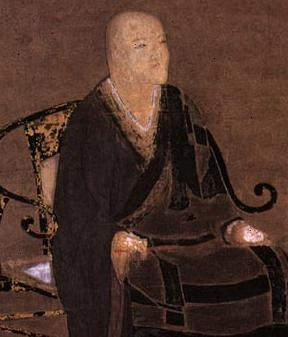
Dōgen Zenji, acreditado fundador de la escuela Sōtō en Japón.

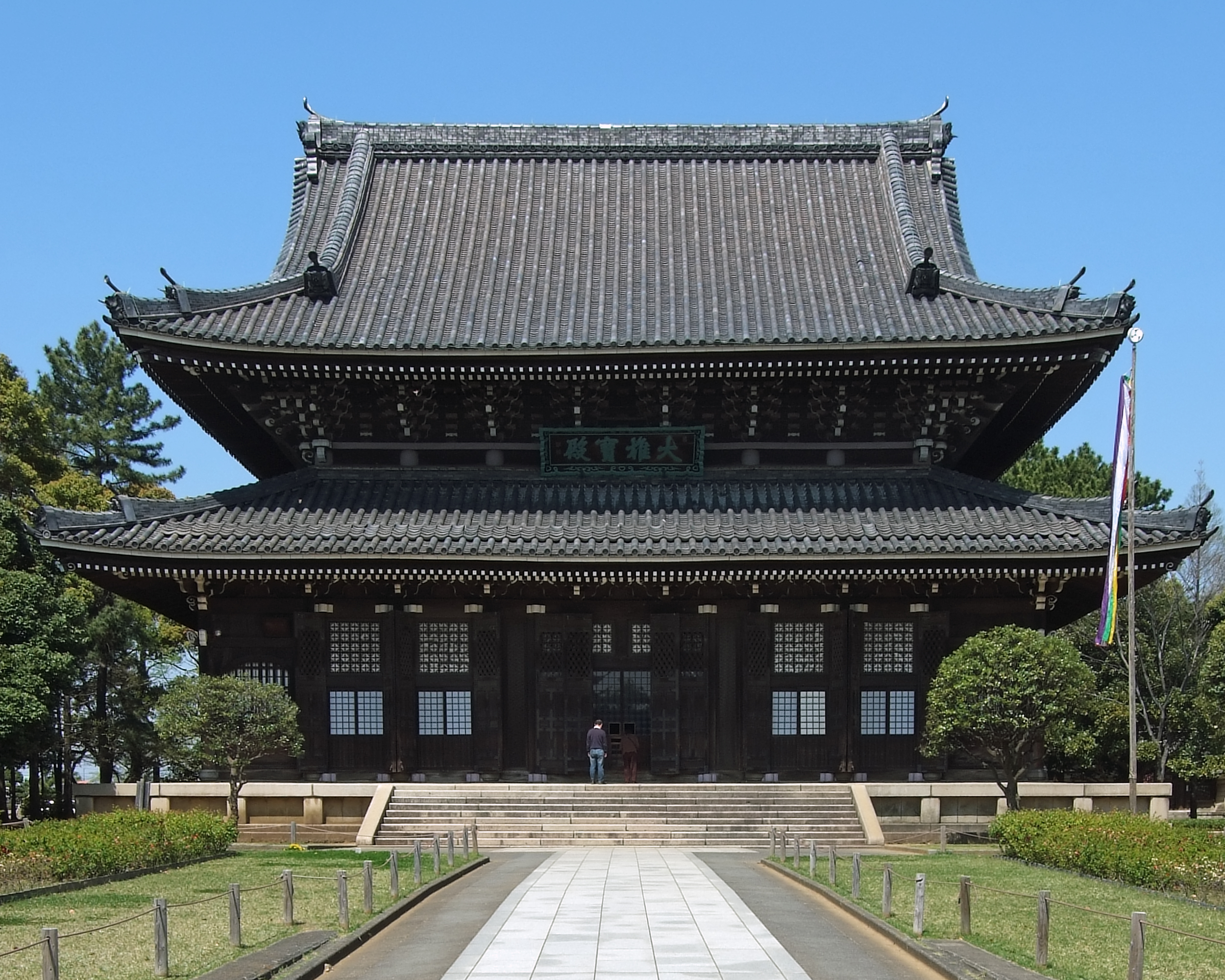
Butsuden del templo Sōji-ji, Tsurumi-ku, Yokohama.

Sōtō Zen (Ch. Caodong), zen Soto o la escuela Sōtō (曹洞宗 Sōtōshū o Sōtō-shū?) como es conocida en Japón, es la más grande de las tres escuelas Zen del Budismo japonés, siendo las otras dos las escuelas Rinzai y Obaku.
La escuela fue establecida inicialmente bajo el nombre Caodong durante la Dinastía Tang en China por Dongshan Liangjie en el siglo IX, y traída a Japón por Dogen Zenji en el siglo XIII. Dogen es recordado hoy como el co-patriarca del Sōtō Zen en Japón junto con Keizan Jokin. Una de las características distintivas de esta escuela se encuentra en su práctica del Shikantaza, un particular acercamiento al zazen que es a veces mencionado como meditación del "reflejo dorado", "estar sentado" o "iluminación silenciosa". Este camino de énfasis en la meditación puede hacerse tanto por laicos como por monjes, siguiendo los preceptos morales del budismo, creyendo que todos los seres tienen una naturaleza de buda y expresando compasión en actividades desinteresadas. Es una forma de descubrir la verdad y aprender a aceptar al mundo como es, al tiempo que se descubre la naturaleza propia.
Históricamente hablando, al Sōtō Zen le fue atribuido a menudo el despectivo término de "Zen agrícola" debido a su atractivo para las masas, mientras que la escuela Rinzai era denominada a menudo "Zen samurái" debido a su más extenso seguimiento samurái. Este último término para el Rinzai puede inducir a engaño dado que en la escuela Soto también hubo samuráis entre sus miembros.
Los dos templos principales, o honzan (本山?) de la escuela Sōtō son Eihei-ji y Sōji-ji. Mientras Eihei-ji debe su existencia a Dogen, a lo largo de la historia este templo principal ha tenido significativamente menos afiliados que el Sōji-ji. Durante el periodo Tokugawa, Eihei-ji tenía aproximadamente 1300 afiliados frente a 16.200 del Sōji-ji. Es más, de los más de 14.000 templos de la escuela Sōtō que existe hoy día, 13.850 de ellos se identifican a sí mismos como afiliados del Sōji-ji. Además, la mayoría de los cerca de 148 templos que son filiales de Eihei-ji hoy sólo son templos menores situados en Hokkaidō, fundada durante un período de colonización de la Era Meiji. Por lo tanto, a menudo se dice que Eihei-ji es un templo principal solo en el sentido de que es "la cabeza de todos los linajes del dharma Sōtō".

## Historia

### Período temprano

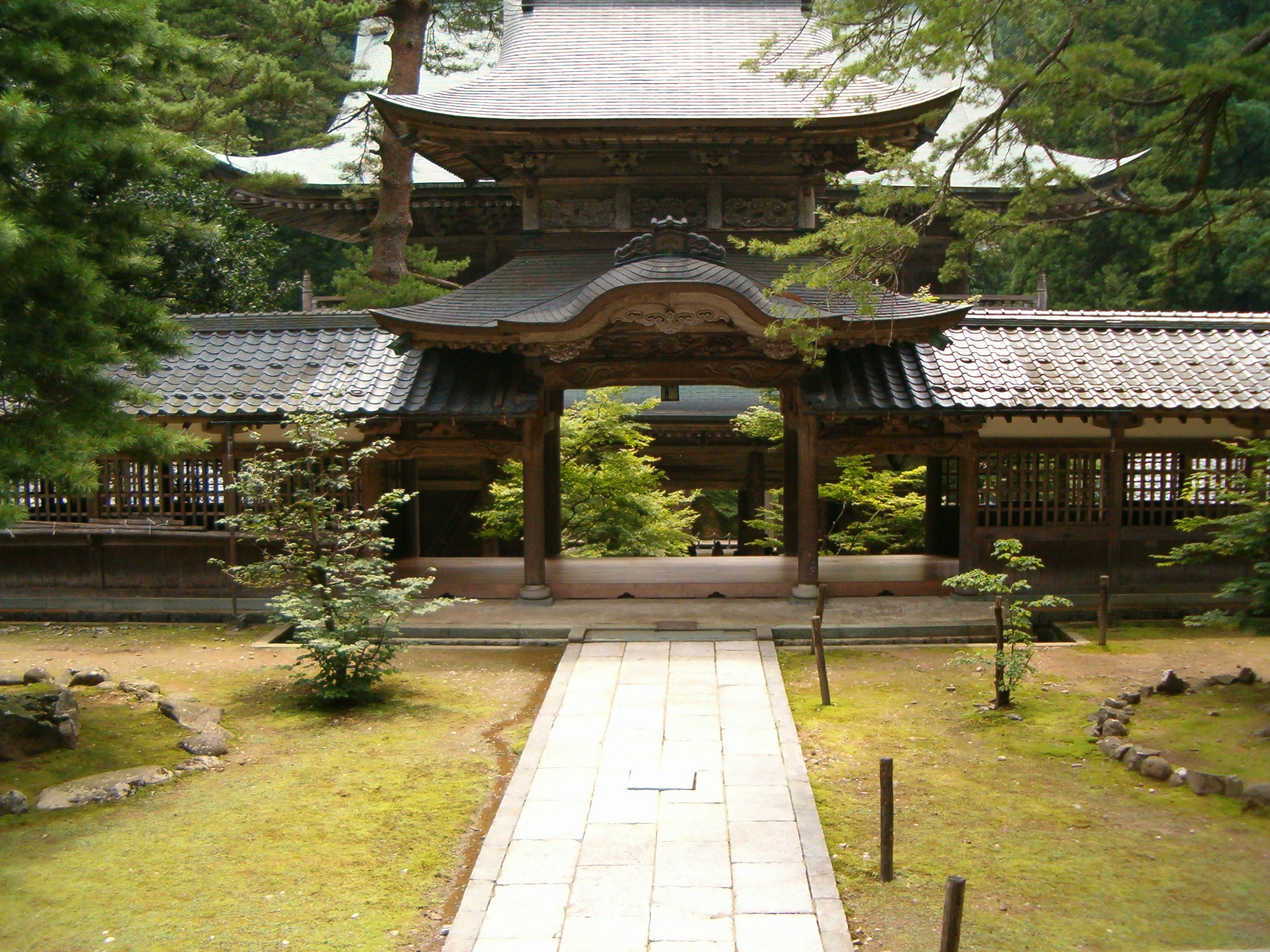
Puerta central en Eihei-ji.

Los inicios tempranos de la escuela Sōtō en Japón se remontan a 1227, fecha en que Dōgen regresó a Japón después de estudiar Ch'an en China, estableciéndose en Kennin-ji, Kioto. En China Dōgen había recibió la transmisión del Dharma de Tiantong Rujing en el mismo monasterio que Hongzhi Zhengjue fue una vez abad. Los propios escritos de Hongzhi sobre "iluminación silenciosa" han influido en gran medida en la propia concepción de Dogen de shikantaza. El Eihei kōroku aduce que, a diferencia de muchos de otros monjes japoneses que también habían viajado a China durante este período, Dogen regresó a Japón sin artefactos ni textos. En su lugar, llegó sólo con su propia realización y cuerpo físico. Esto es sin embargo incierto, dado que regresó con varias antologías de Kōan y otros documentos; por lo que Dōgen efectivamente introdujo a Japón en la tradición Kōan. John Whitney Hall escribe: "En las primeras obras que escribió después de su regreso a Japón, el Fukan zazenji (Principios para la promoción universal de zazen) y Bendōwa (Distinción del camino), abogó por el zazen (meditación sentada) como la práctica budista suprema tanto para monjes como para laicos. Esta afirmación de la primacía del Zen despertó la ira de los monjes Enrayakuji, que tuvieron éxito en la conducción de Dōgen desde Kenninji donde había estado asentado tras su regreso a la capital". Después, según Philip B. Yampolsky, "encontrando la atmósfera de Kioto no conducente a sus objetivos, Dōgen transfirió sus actividades al área remota de Fukui donde estableció un monasterio en 1243. Aquí se dedicó a la instrucción estricta de sus discípulos. Pero con la muerte prematura de Dōgen el grupo perdió su enfoque y los conflictos internos provocaron una escisión. Los seguidores de Dogen pronto introdujeron elementos tan esotéricos como oraciones y conjuros en la enseñanza. En el tiempo del Cuarto Patriarca, Keizan Jōkin (1286—1325), el Sōtō Zen no estuvo yá focalizado en Fukai, pero había comenzado a extenderse por todo el país". El monasterio en Fukui que Dōgen fundó en 1243 (al que se refiere Yampolsky) es Eihei-ji, uno de los dos templos principales de Sotoshu hoy.

### Escisión
Dōgen fue sucedido a su muerte por su discípulo Koun Ejō, que como Dōgen creía en la primacía del budismo zen, resistiendo los esfuerzos externos de ahogar la tradición con otras creencias. La división a la que se refiere Yampolsky se produjo tras la muerte de Ejo, en una controversia llamada Sandai sōron, donde el monje que con el tiempo sería llamado el sucesor de Ejo, Gikai, fue exiliado a la provincia de Kaga, Dajōji (en la prefectura de Ishikawa). La segunda figura más importante en Sōtō, Keizan, no perteneció a la rama Eihei-ji sino a esta rama disidente. Keizan pasó a fundar Yoko-ji en la prefectura de Ishikawa en 1312, y posteriormente abrió Sōji-ji. En otro pasaje Bernard Faure escribe, "Según la tradición, en 1322 un decreto del Emperador Go-Daigo, quien había recibido de Keizan los preceptos de Bodhisattva, hizo de Sōjiji un monasterio oficialmente reconocido. Dos años más tarde Keizan traspasó la dirección de este monasterio a su discípulo Gasan Jōseki mientras que él mismo volvió a Yōkoji a pasar sus últimos días, de acuerdo con el deseo que había expresado en el Registro de Tōkoku". Yōkoji era el templo principal de Keizan, y, "a pesar de las grandes esperanzas de Keizan por Yōkoji, fue otra de sus fundaciones, Sōjiji, la que prosperaría después de su muerte, gracias a Gasan Jōseki y sus discípulos. A pesar de los esfuerzos de restauración emprendidos a finales del siglo pasado (esfuerzos que aún continúan), Yōkoji sigue siendo un lugar estéril".

### Patriarcado

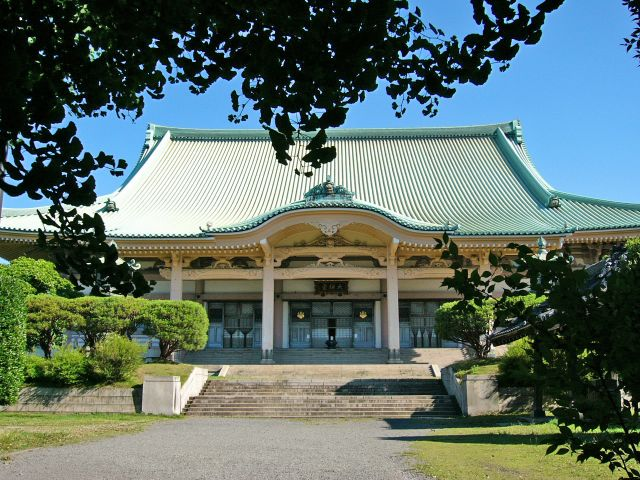
Salón del Fundador en Sōji-ji, Yokohama.

Aunque Dōgen es hoy considerado el patriarca original de la escuela Sōtō, según Charles S. Prebish y Steven Heine, "... durante mucho tiempo fue considerado como no más importante que otros antepasados, en particular el cuarto patriarca Keizan y Guin, el quinto patriarca del templo de Dōgen Eihei-ji, que a menudo competía con el templo principal fundado por Keizan, Sōjiji, originalmente situado en la península de Noto, pero trasladado a Yokohama en 1898". Mientras Keizan es considerado hoy como un patriarca original (algunas fuentes dicen cuarto patriarca) de la escuela Sōtō, junto con Dōgen, en 1877 los jefes de la comunidad Sōtō lo reconocieron por un breve período como el fundador general de la escuela Sōtō. Según William M. Bodiford, "En 1877 la jerarquía Sōtō anunció nuevas fechas basadas en el calendario solar para rituales anuales. El verdadero significado de ese anuncio, sin embargo, iba más allá del abandono del calendario lunar. Por primera vez servicios fúnebres por Keizan fueron incluidos entre los eventos anuales observados en todos los templos Sōtō. Hoy día se dice que aquella proclamación marca la fecha en que Keizan ganó el reconocimiento oficial como patriarca de toda la escuela Sōtō japonesa. Anteriormente, el único patriarca japonés común a todas las facciones Sōtō había sido Dōgen. Keizan, por el contrario, no era conocido como una fuente de autoridad religiosa, sino como el fundador de Sōjiji, el templo principal de la facción más grande de Sōtō". Según un ensayo de Hisao Inagika, Dōgen "se había implicado en lo que podemos llamar un movimiento laico en los tempranos días de su carrera misionera en Kioto; tras su retiro al monasterio Eiheiji en Fukui (y en particular en sus posteriores años en el monasterio), prefirió aparentemente la disciplina monástica. Es precisamente por esta razón que hoy en día el Sōtō Zen japonés cita dos patriarcas, a saber, Dōgen, que se conoce como "kōso", y Keizan, que se conoce como "Taiso". Ambos términos significan el patriarca original, es decir, el fundador de la tradición Sōtō Zen japonesa".

### Siglo XX
Los entierros siguen jugando un papel importante como punto de encuentro entre monjes y laicos. Las estadísticas publicadas por la escuela Sōtō manifiestan que el 80 por ciento de los laicos Sōtō solo visitan su templo por razones que tienen que ver con los funerales y la muerte, mientras que el 17 por ciento lo hacen por razones espirituales, mientras que el 3 por ciento visita un sacerdote zen en un momento de problemas personales o crisis.
La amplia mayoría de sacerdotes Sōtō norteamericanos, aunque incluyendo a los nacionales japoneses, principalmente aquellos de ascendencia americana y específicamente europea, se unieron en 1996 para formar la Asociación Budista Sōtō Zen (Sōtō Zen Buddhist Association). Aunque institucionalmente independiente del Sōtōshū japonés, la Sōtō Zen Buddhist Association trabaja estrechamente con lo que la mayoría de los miembros consideran que es su organización matriz. Con aproximadamente cien sacerdotes totalmente transmitidos, la Sōtō Zen Buddhist Association representa en la actualidad casi todos los linajes de Sōtō Zen japonés en Norteamérica.

## Textos importantes

### Sutras
El Sōtō Zen, como todo el Zen, se basa en los Prajñāpāramitā Sūtra, así como en general en los sutras del budismo Mahāyāna, como el Sutra del Loto, el Brahmajala Sutra y el Lankavatara sutra.
El Zen es influenciado en gran parte por la escuela Yogacara de filosofía así como por la escuela Huayan.

### Textos Sōtō Zen
El poema de Shih-t'ou Hsi-ch'ien's (Shitou Xiqien, Sekito Kisen, 700–790) "La armonía de la diferencia y de la igualdad" (Sandōkai, 參同契) es una importante expresión temprana del budismo zen y es cantado en los templos Sōtō hasta el día de hoy. Uno de los poemas de Tung-shan Liang-chieh, el fundador del Sōtō en China, "La canción del despertar de la joya del espejo", también es cantada en los templos Sōtō. Otro conjunto de sus poemas sobre las Cinco Posiciones (Cinco Filas) de lo Absoluto y lo Relativo es importante como un conjunto de Kōans en la escuela Rinzai. Otros textos típicamente cantados en los templos Sōtō incluyen el Sutra del Corazón (Hannyashingyō), y el Fukanzazengi de Dōgen (instrucciones universalmente recomendadas para el zazen). La enseñanza de Dōgen se caracteriza por la identificación de la práctica como iluminación en sí misma. Esta se encuentra en el Shōbōgenzō.